# Дулибы (Грабовецко-Дулибская сельская община)
Дулибы (укр. Дуліби) — село в Стрыйском районе Львовской области Украины. Административный центр Грабовецко-Дулибской сельской общины.
Население - ↘3480 человек. Население по переписи 2001 года составляло 3671 человек. Занимает площадь 25,2 км². Почтовый индекс — 82434. Телефонный код — 3245.